# Frances the Mute
Frances the Mute es el segundo álbum de la banda de rock progresivo estadounidense The Mars Volta, que sucede al exitoso De-Loused in the Comatorium. En este álbum los sonidos alternativos y psicodélicos destacan profundamente, con intervenciones como las de Larry Harlow, John Frusciante y Flea del grupo Red Hot Chilli Peppers.
El disco cuenta una historia de un diario encontrado por el difunto miembro de The Mars Volta, Jeremy M. Ward, los nombres de las canciones son por los personajes que van apareciendo en el diario.

## Lista de canciones
En la parte posterior del disco se da la siguiente lista de canciones. Sin embargo, debido a una disputa con la discográfica, el CD está dividido de forma diferente.
Todas las letras escritas por Cedric Bixler-Zavala, toda la música compuesta por Omar Rodríguez-López.
1. «Cygnus....Vismund Cygnus4» – 13:02
  1. «Sarcophagi»
  2. «Umbilical Syllables»
  3. «Facilis Descenus Averni2»
  4. «Con Safo»
2. «The Widow» – 5:51
3. «L'Via L'Viaquez5» – 12:22
4. «Miranda That Ghost Just Isn't Holy Anymore» – 13:10
  1. «Vade Mecum3»
  2. «Pour Another Icepick»
  3. «Pisacis (Phra-Men-Ma)»
  4. «Con Safo»
5. «Cassandra Gemini» – 32:32
  1. «Tarantism»
  2. «Plant a Nail in the Navel Stream»
  3. «Faminepulse»
  4. «Multiple Spouse Wounds»
  5. «Sarcophagi»

### Lista de canciones en orden del disco
1. «Cygnus... Vismund Cygnus»
2. «The Widow»
3. «L' Via L' Viaquez»
4. «Miranda that Ghost Just Isn't Holy Anymore»
5. «Cassandra Gemini [I]»
6. «Cassandra Gemini [II]»
7. «Cassandra Gemini [III]»
8. «Cassandra Gemini [IV]»
9. «Cassandra Gemini [V]»
10. «Cassandra Gemini [VI]»
11. «Cassandra Gemini [VII]»
12. «Cassandra Gemini [VIII]»

En el sencillo promocional de «The Widow», aparece el tema «Frances the Mute», que sería tal vez la primera canción del disco, y que narra en la propia voz del personaje francés.
1. «Frances the Mute» – 14:36
  1. «In Thirteen Seconds»
  2. «Nineteen Sank, While Six Would Swim»
  3. «Five Would Grow and One Was Dead»

## Personal
- Omar Rodríguez-López – guitarra
- Cedric Bixler-Zavala – voz
- Jon Theodore – batería
- Isaiah Ikey Owens – teclados
- Juan Alderete – bajo
- Marcel Rodríguez-López – percusión

- Flea – trompeta en «The Widow»
- John Frusciante – dos primeros solos de guitarra en «L'Via L'Viaquez»
- Larry Harlow – piano, clarinete modificado «L'Via L'Viaquez» y «Cassandra Gemini»
- Lenny Castro – percusión adicional
- Adrián Terrazas-González – saxofón tenor, flauta en «Cassandra Gemini»
- Salvador (Chava) Hernández - trompeta
- Wayne Bergeron – trompeta
- Randy Jones – tuba
- Roger Manning – piano
- Nicholas Lane – trombón
- William Reichenbach – trombón bajo
- David Campbell – arreglos de cuerda
- Larry Corbett - chelo
- Suzie Katayama – chelo
- Violines:
  - Fernano Moreno
  - Erick Hernández
  - Diego Casillas
  - Ernesto Molina
  - Joel Derouin
  - Roberto Cani
  - Mario De León
  - Peter Kent
  - Josefina Vergara

- Datos: Q1440850